# 조선호박
조선호박(朝鮮--)은 한국의 재래종 호박의 하나로, 둥근호박, 풋호박 등으로도 불린다. 넌출이 길게 뻗고 봄에 심어 늦가을까지 열매를 딴다. 애호박, 맷돌호박 등과 마찬가지로 호박(C. moschata)의 재배종이다.

## 같이 보기
- 단호박
- 맷돌호박
- 애호박